# 1924年英國大選
1924年英國大選（1924 United Kingdom general election）舉辦於1924年10月29日。由於針對拉姆齊麥克唐納政府的不信任案投票通過，選舉因此舉行。這次選舉也是英國在不到兩年時間內舉辦的第三次大選。由于季诺维也夫书信事件，保守黨在這次選舉中表現比上次選舉要好很多，而工黨則失去了40個議席。自由黨則失去了158個議席中的118議席，使得英國政治進一步向保守黨和工黨的兩黨制轉變。